# John Gidding

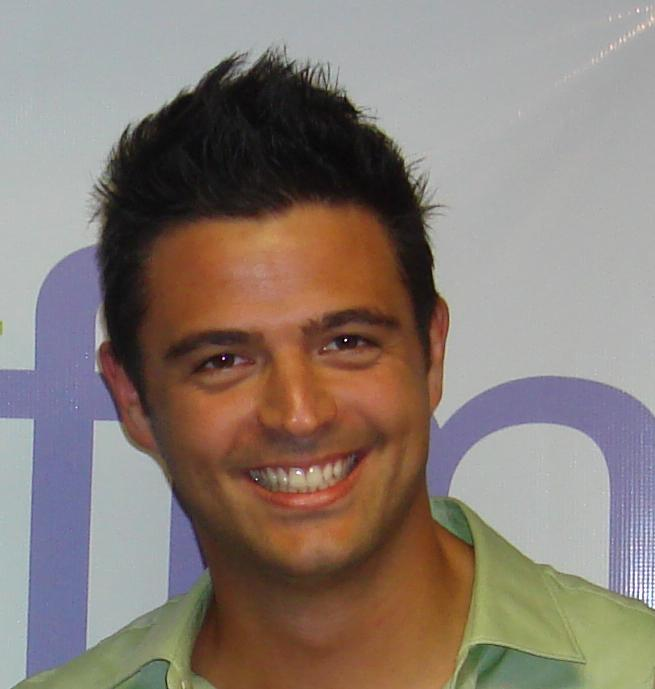
John Gidding

John Gidding (* 7. Januar 1977 in Istanbul, Provinz Istanbul, Türkei) ist ein türkischer Architekt, Fernsehschauspieler und ehemaliges Fashion-Model.
Gidding begann mit dem Modeln im Jahre 2000, als er noch als Student graduierte. Bereits damals war er sich seiner Homosexualität bewusst. Er trat unter anderem für Armani, Gucci und Hugo Boss auf dem Laufsteg auf, noch bevor er in New York City von Wilhelmina Models vertreten wurde. Bevor er mit dem Beruf des Designers begann, wurde Gidding 2004 und 2005 das Vorzeigemodel für Jhane Barnes. Er wurde auch auf den Einbänden von Liebesromanen abgebildet.
Bereits zuvor, im Jahr 1999 wurde Gidding vom Rumpus Magazine unter die „50 schönsten Leuten von Yale“ gewählt, ebenso wie 2002 zu einem von „Bostons elitärsten Junggesellen“ vom The Improper Bostonian, einem von „Atlantas 50 schönsten Leuten“ vom Jezebel Magazine und zu einem von Atlanta Homes and Lifestyles's „Emerging Talent: Twenty Under 40“ im Jahr 2008.

## Leben
Gidding wurde in Istanbul geboren. Sein Vater hatte die US-amerikanische Staatsbürgerschaft, während seine Mutter eine ethnische Türkin war.
Er wuchs in der Türkei auf, bis er zum Studium an einem College in die Vereinigten Staaten ging. Zuvor besuchte er noch die Amerikanische Schule in Leysin (Schweiz). Er graduierte 1999 an der Yale-Universität, mit einem Bachelor in Architektur. Seinen Master-Abschluss erwarb er an der Graduierungsschule für Design der Harvard-Universität. An der Yale-Universität sang er a cappella mit der Society of Orpheus and Bacchus, und Chormusik mit dem Yale Glee Club sowie mit dem Harvard-Radcliffe Collegium Musicum.
Gidding zog später nach New York City, wo er seine Firma John Gidding Design, Inc. eröffnete. Zuvor arbeitete er zwei Jahre als Designer für Michael Van Valkenburgh Associates.
Giddings Einstieg in das Fernsehgeschäft begann mit der Sendung Knock First von ABC Family, wo er und drei andere Designer Makeover für Schlafzimmer von Jugendlichen machten. Giddings vorherige Fernsehserie Designed to Sell von 2006 wurde im Frühjahr 2011 aus dem Programm genommen, Wiederholungen laufen jedoch noch auf HGTV, Knock First läuft weltweit in Syndikation.
Er ist am besten für seinen Auftritt in der Sendung Curb Appeal:The Block bekannt, wo sein Team $20.000 für Renovierungen an Häusern aufwendete. Weniger teure Nachbesserungen wurden an Häusern in der Nachbarschaft durchgeführt, um die Eigentumswerte der gesamten Nachbarschaft zu erhöhen.
Im Jahre 2015 war er einer der Experten-Richter in der Fox-TV-Sendung Home Free. Er gehörte neben Paige Davis und Vern Yip zur Besetzung des Neustarts von Trading Spaces.

## Persönliches
John Gidding ist seit 2013 mit dem deutlich älteren Balletttänzer Damian Smith verheiratet. Der offen Schwule John Gidding könnte den Militärdienst vermeiden, indem er seine Homosexualität preisgibt. Allerdings betrachtet das türkische Militär Homosexualität als eine „psychosexuelle Krankheit“ und verlangt „rektale Examinierung“ und visuelle „Evidenzen“ für die Stützung der Behauptung.